# Bremer Kreuz

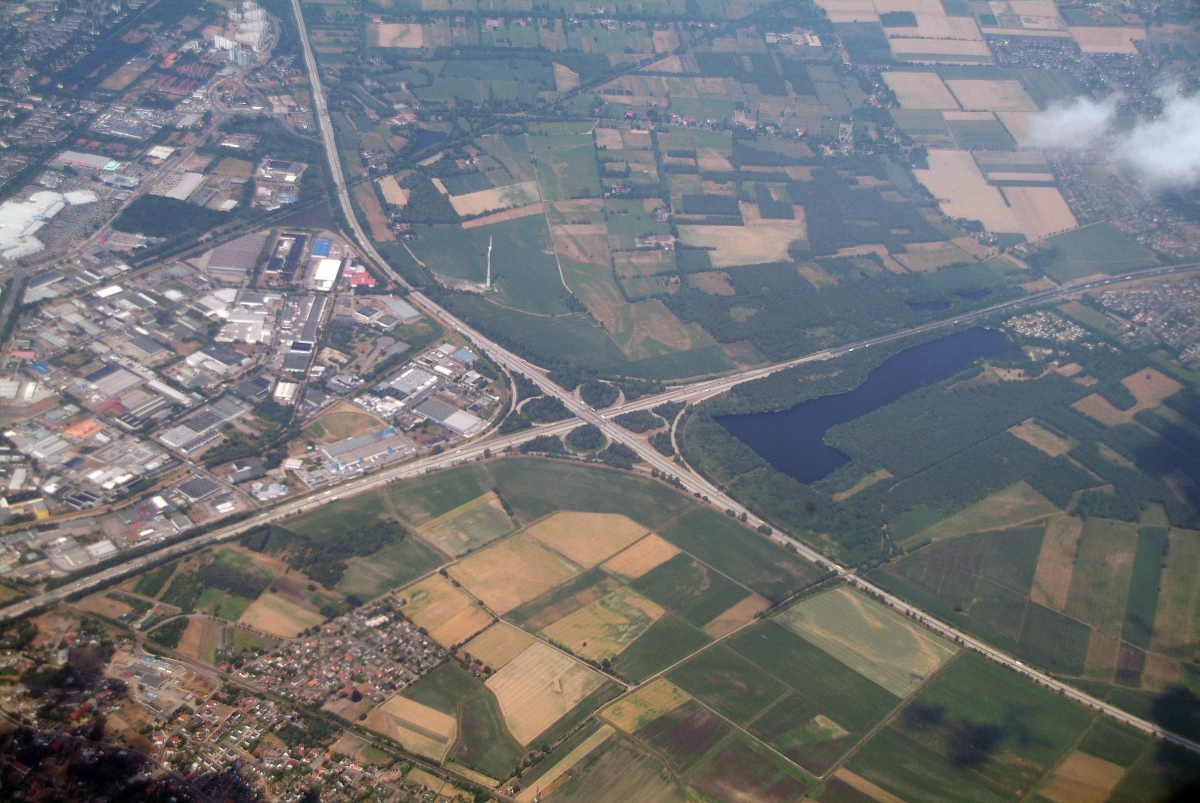
Flygfoto som visar Bremer Kreuz.

Bremer Kreuz är en motorvägskorsning sydväst om den tyska staden Bremen. Själv korsningen ligger i förbundslandet Niedersachsen alldeles utanför förbundslandet Bremen. I korsningen som är av fyrklövertyp, möts motorvägarna A1 och A27.